# Guillermo Barrena Guzmán
Guillermo Barrena Guzmán fue un político y periodista argentino nacido en la ciudad de La Plata. Desarrollo su carrera en la ciudad de San Juan. 
Junto a Pablo Vicente y Carlos Valle, fue uno de los tres dirigentes que durmieron en la misma habitación de Perón, en forma rotativa y la cama más chica, dado que el general dormía en la matrimonial, solo, hasta que irrumpió M.E.M., en Panamá. Eran personas de la confianza del expresidente.
Fue militante peronista y entre 1973 y 1976 fue administrador general de la empresa estatal argentina Gas del Estado. También fue periodista en Tribuna de la Tarde, además de conducir programas de radio.
Fue director de Turismo de la provincia de San Juan, impulsando con iniciativas como la Fiesta Nacional del Sol y una intensa difusión a Ischigualasto. 
Triunfó en las elecciones de 1987, convirtiéndose en intendente de la Ciudad de San Juan. 
Murió en los primeros días de 1991.
En la actualidad lleva su nombre el Centro de Convenciones de San Juan.

## Fuente consultada
- www.fundacionbataller.org/banco_de_fotos/pag_foto.php (enlace roto disponible en Internet Archive; véase el historial, la primera versión y la última).

- Datos: Q5888326